# Kikwit
Kikwit è una città della Repubblica Democratica del Congo, capoluogo della Provincia di Kwilu.
La città è situata nella parte sudoccidentale del Paese, sulle sponde del fiume Kwilu (affluente del Kasai, nel bacino del Congo). La città ha un clima tropicale, con alternanza di una lunga stagione piovosa da novembre ad aprile e di un'accentuata stagione secca da giugno a ottobre. Le temperature medie hanno una media annua di circa 24 °C, con leggerissime variazioni mensili.
Kikwit venne fondata nel 1901 come deposito portuale per il commercio del caucciù e dell'avorio e si sviluppò successivamente come centro commerciale, diventando un centro amministrativo coloniale belga nel 1910. Nel 1995 la città di Kikwit è stata il centro di una epidemia del virus Ebola, che ha provocato circa 250 morti.
È sede vescovile cattolica.